# Nom de règne

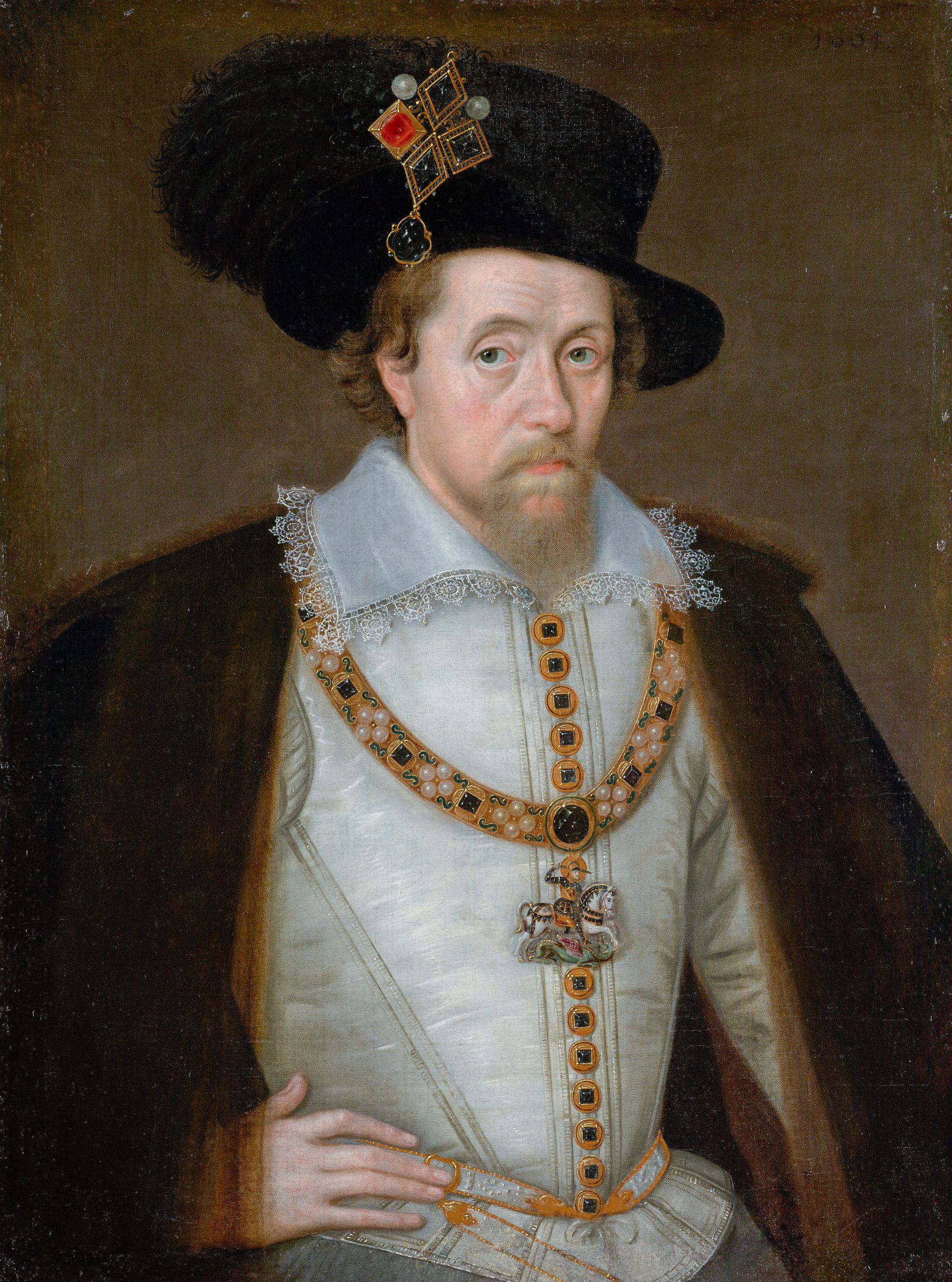
Jacques Stuart est roi d'Écosse et d'Angleterre. Il est alors numéroté respectivement « Jacques » et « Jacques Ier » (John de Critz, 1604).

Un nom de règne est le nom officiel utilisé par un monarque lors de son règne. Certains monarques ont pu choisir d'utiliser un nom différent de celui de leur naissance lorsqu'ils accédèrent au trône.
Ce nom peut être suivi d'un numéro de règne, nombre cardinal actuellement en numération romaine (par exemple : Henri IV plutôt que « Henri 4 »), qui permet de distinguer le souverain de ceux qui ont régné sur le même territoire avec le même nom de règne (par exemple les nombreux rois français nommés Louis).
Le nom est, dans un grand nombre de cas, le prénom de naissance (le roi Louis XIV, né Louis de France), parfois un deuxième prénom (la reine Victoria, née Alexandrina Victoria). Cela peut être aussi un nom accepté après la naissance, par exemple pour rester dans la continuation dynastique (Henri III, né Alexandre Édouard selon les noms de ses parrains, « rebaptisé » d'après le nom de règne de son père Henri II ; ou bien Rama X, né Vajiralongkorn, mais nommé d'après l'ordre dynastique des Rama, comme ses prédécesseurs), ou pour transformer un titre en nom (l'empereur Auguste, selon le titre romain), ou d'après un nom d'adoption (comme dans l'Empire romain, avec le « César » raccordé aux noms natifs des empereurs) ; ou pour rendre hommage à un ou des prédécesseurs dynastiques (tel le pape Jean-Paul Ier, né Albino Luciani, en hommage à ses prédécesseurs Paul VI et Jean XXIII). Le nom peut être aussi simplement leur nom complet de naissance (le cheikh Tamim ben Hamad Al Thani) ou bien un surnom (nom recomposé), comme Attila. Le nom de règne du monarque peut être aussi changé après sa mort (Hirohito, où il est désigné au Japon depuis sa mort sous le nom posthume de Shōwa Tennō).
Si un monarque gouverne plus d'un État, il peut recevoir différents numéros de règne selon chacun d'eux ; tel Jacques Stuart, roi des Écossais sous le nom de Jacques VI et roi d'Angleterre et d'Irlande sous le nom de Jacques Ier. Dans le cas où un nom de règne n'a été utilisé que par un seul monarque dans un même territoire, selon les cas, soit aucun nombre ordinal n'est utilisé avant l'arrivée d'un successeur éponyme, comme dans la monarchie britannique, soit le premier nombre est utilisé, comme dans les monarchies françaises, italiennes modernes, ou espagnoles qui fonctionnent selon le principe qu'elles sont éternelles, donc nécessairement successorales ad vitam æternam.

## Monarchies
Dans les monarchies occidentales, les souverains adoptent souvent un « nom de règne » en prenant leur prénom et en y ajoutant un nombre, comme c'est le cas en Europe mais aussi au Moyen-Orient et dans de nombreuses monarchies.

### Asie
Dans certains pays d'Asie, les monarques ont pris ou prennent les noms de leurs ères.

### France
En France, le numéro de règne se développe au XIIe siècle mais la numérotation des rois, des princes, des membres de grands lignages est encore peu usitée et les incertitudes nombreuses sous Saint Louis. Cette numération à cette époque se fait en utilisant le quantième (Louis le neuvième, Louis le onzième), le nombre cardinal remplaçant le nombre ordinal à partir du XVIe siècle. Sous le Premier et le Second Empire, les empereurs sont connus sous le nom de Napoléon, même si ce n'était pas le premier prénom de Napoléon III.